# Csopi csiröge
A csopi csiröge (Gnorimopsar forbesi) a madarak osztályának verébalakúak (Passeriformes) rendjébe, azon belül a csirögefélék (Icteridae) családjába tartozó Gnorimopsar nem egyetlen faja.

## Rendszerezése
A fajt Louis Pierre Vieillot francia ornitológus írta le 1819-ben, az Agelaius nembe Agelaius chopi néven.

## Alfajai
- Gnorimopsar chopi chopi (Vieillot, 1819)
- Gnorimopsar chopi sulcirostris (Spix, 1824)

## Előfordulása
Dél-Amerikában, Argentína, Bolívia, Brazília, Paraguay, Peru és Uruguay területén honos. A természetes élőhelye szubtrópusi és trópusi síkvidéki esőerdők, mocsári erdők, cserjések és szavannák, valamint szántóföldek és szezonálisan elárasztott legelők. Állandó, nem vonuló faj.

## Megjelenése
Testhossza 23 centiméter.

## Életmódja
Ízeltlábúakkal táplálkozik, de fogyaszt kisebb gerinceseket, magvakat, gyümölcsöket és nektárt is.